# Parco nazionale Loch Lomond e Trossachs
Il parco nazionale Loch Lomond e Trossachs (in inglese: Loch Lomond and The Trossachs National Park; in gaelico scozzese: Pàirc Nàiseanta Loch Laomainn is nan Tròisichean) è un'area naturale protetta scozzese e istituita nel 2002. È stato il primo parco nazionale della Scozia, creato dal Parlamento scozzese e seguito un anno dopo dal Parco nazionale di Cairngorms. Il parco comprende il grande Loch Lomond e varie montagne e vallate circostanti.

## Territorio

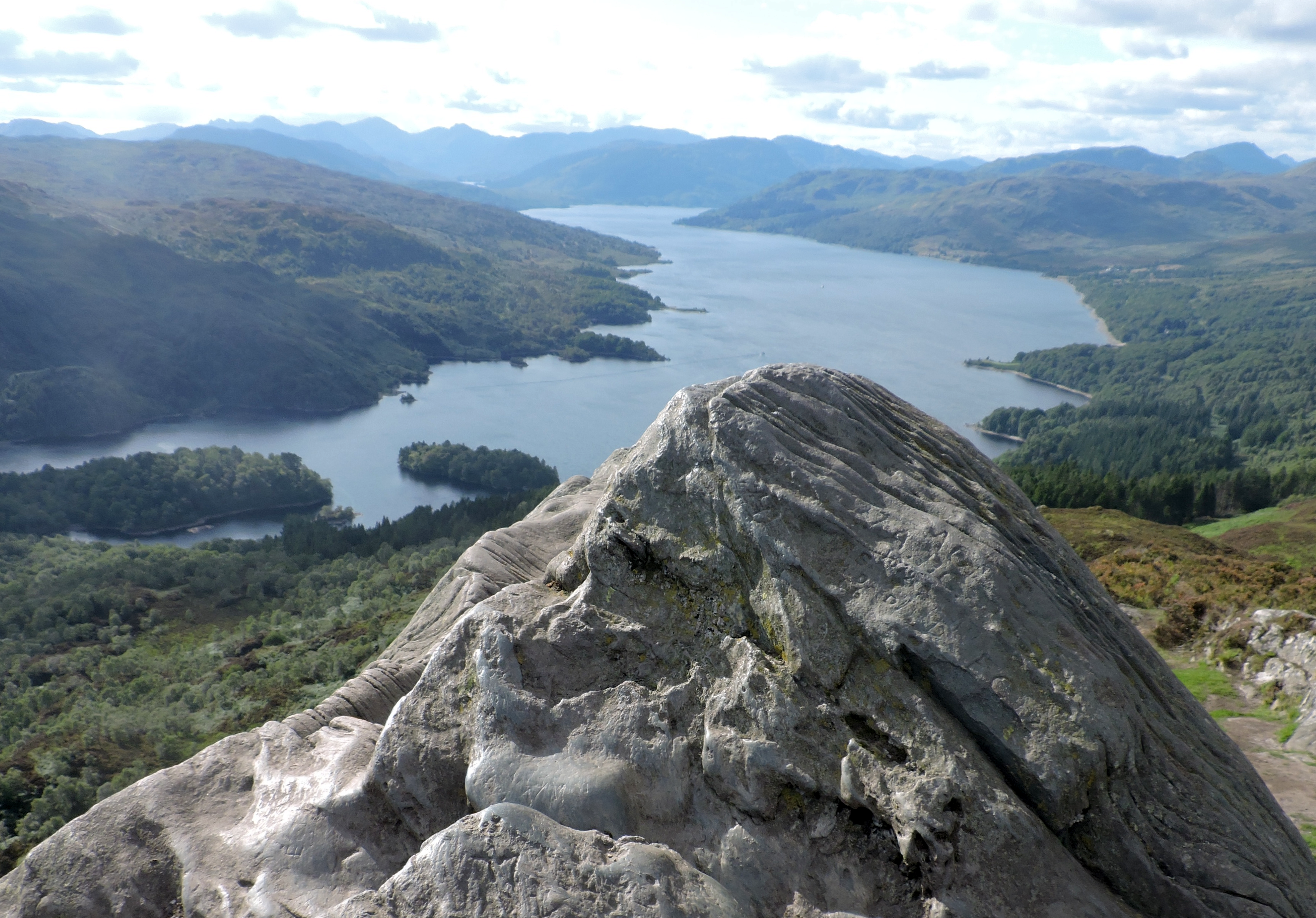
Ben A'an e Loch Katrine

Il parco è il quarto per ampiezza delle Isole britanniche, con un'area totale di 1865 km² e un perimetro di circa 350 km. Al suo interno dei suoi confini si trovano 25 Munro tra i quali il Ben Lomond, 19 Corbetts, due parchi forestali (Queen Elizabeth Forest Park e Argyll Forest Park) e 57 siti naturali tutelati in quanto designated special nature conservation sites. Comprende inoltre due riserve naturali: la Loch Lomond National Nature Reserve e la Great Trossachs Forest National Nature Reserve, la prima gestita dallo Scottish Natural Heritage (SNH), la seconda dalla Forestry Commission Scotland in collaborazione con la Royal Society for the Protection of Birds e il Woodland Trust. Nel parco vivono 15.600 persone.

### Geologia
L'area del parco è attraversata da una faglia denominata Highland Boundary Fault: si tratta della struttura geologica che separa le Highlands dalle Lowlands e che transita più o meno a metà del Loch Lomond. La faglia è identificabile a vista anche dai turisti non esperti grazie ad un allineamento di colline ed isole lacustri.

### Centri abitati del parco
| Area amministrativa        | Centri abitati |
| -------------------------- | --- |
| Stirling                   | Aberfoyle, Balmaha, Brig o' Turk, Callander, Crianlarich, Croftamie, Drymen, Inversnaid, Killin, Lochearnhead, Port of Menteith, Tyndrum, Strathyre, Balquhidder, Kilmahog, Gartmore, Inchmahome (Island of Lake of Menteith) |
| Dunbartonshire Occidentale | Balloch, Croftamie, Gartocharn |
| Perth e Kinross            | St Fillans |
| Argyll e Bute              | Ardentinny, Ardlui, Arrochar, Blairmore, Carrick Castle, Glenbranter, Kilmun, Lochgoilhead, Luss, Tarbet, Succoth, Strone, Whistlefield.                                                                                      |

## Flora
Più di un quarto dell'area del parco è ricoperta da boschi, con uno dei complessi forestali più vasti della Scozia; molto ampie sono anche le aree a pascolo e, nelle zone di alta montagna, quella prive o quasi di vegetazione.

## Fauna
Oltre alla fauna tipica del nord della Gran Bretagna, tra la quale si possono segnalare cervi reali, scoiattoli, gatti selvatici, pernici bianche nordiche, galli cedroni, anatre, galli forcelli, poiane, aquile reali, falchi pescatori e falchi pellegrini, il parco ospita anche alcuni elementi alloctoni, in particolare una colonia di wallaby presenti fino dal 1940 su una delle isole lacustri del Loch Lomond.

## Punti di interesse

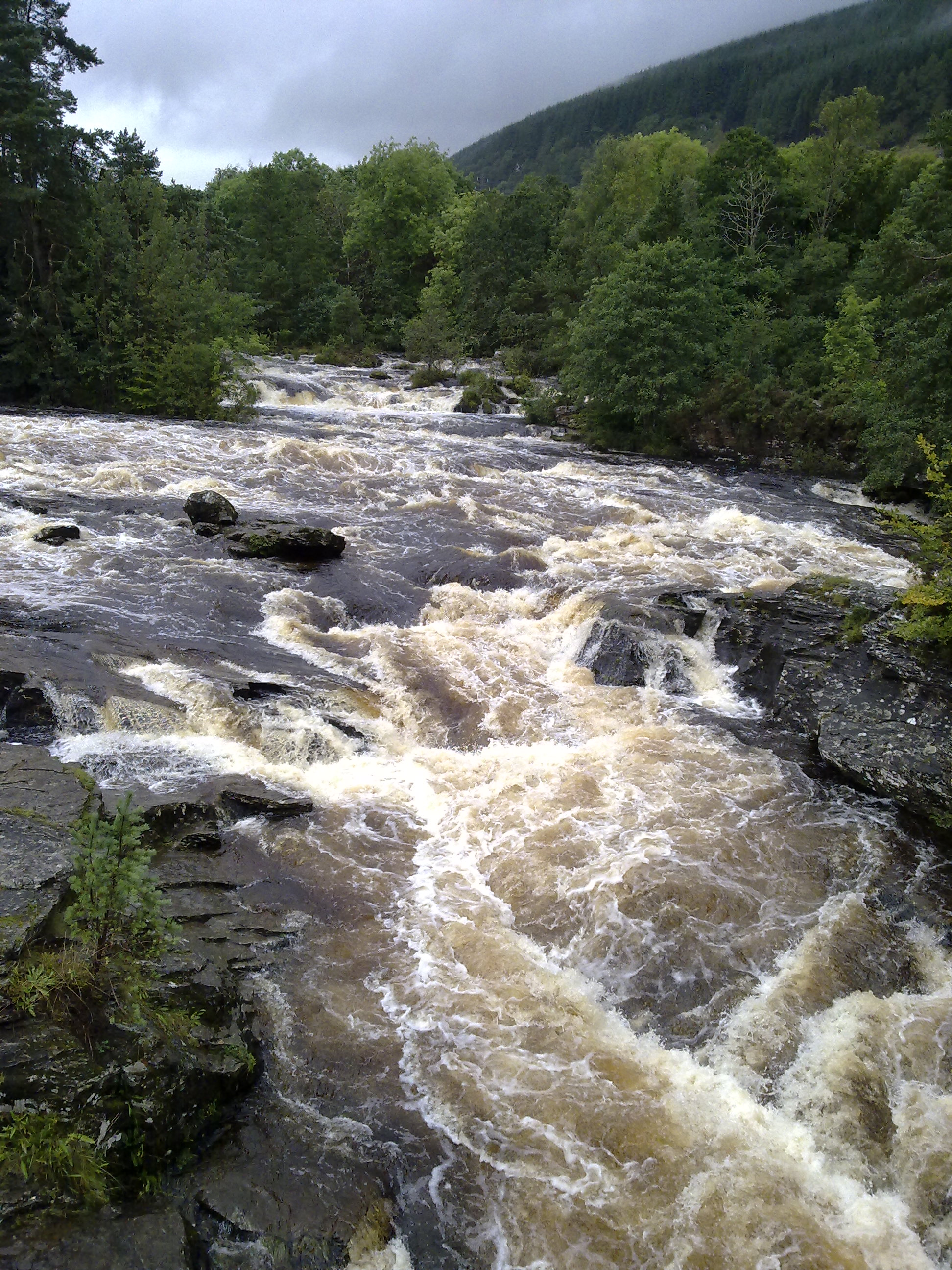
Le cascate di Dochart

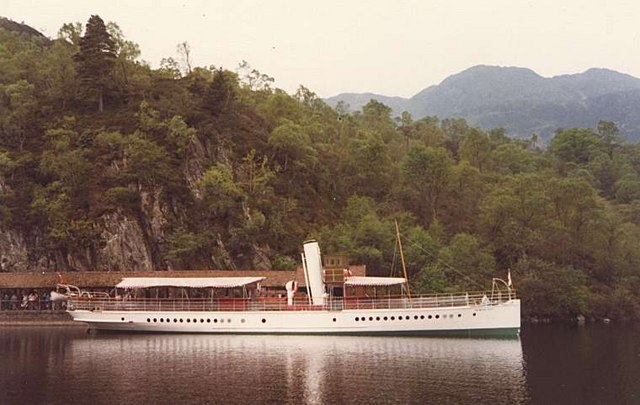
La SS Sir Walter Scott nel 1981

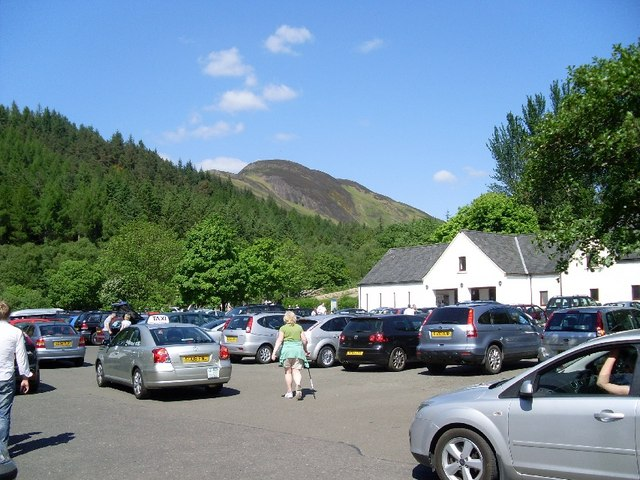
Centro visitatori, Balmaha

Il territorio del parco è per la maggior parte occupato da laghi e montagne e le sue principali attrattive sono i paesaggi, numerosi itinerari escursionistici e la fauna selvatica.
La West Highland Way, un lungo itinerario escursionistico che attraversa il parco, è adatto a camminatori motivati e con un buon allenamento. Un maggior numero di escursionisti preferisce invece la salita al Ben Lomond o a rilievi di minore altezza come il Ben A'an o Conic Hill. I visitatori più frettolosi, partendo dalla strada A82, possono visitare le Falls of Falloch oppure, partendo da Callander, le Bracklinn Falls.
Sul Loch Katrine, che rappresenta un importante fonte di approvvigionamento di acqua per la città di Glasgow i turisti possono viaggiare sulla SS Sir Walter Scott, una storica nave a vapore, mentre il trasporto lacustre sul Loch Lomond collega i centri costieri di Tarbet, Argyll e Balloch; è inoltre disponibile un servizio piuttosto esteso di water taxi che collega la maggior parte dei centri abitati che si affacciano sul lago.

## Strutture ricettive
Il parco si è dotato di sei centri visitatori. Quello situato sulla costa sud del Loch Lomond, a Balloch, è il punto di accesso al parco più noto e oltre che un centro informativo comprende un acquario, negozi e ristoranti. Per le sue caratteristiche naturali l'area protetta è stata soprannominata Le Highlands in miniatura. Piuttosto popolari sono anche gli itinerari cicloturistici che attraversano il parco e gli sport acquatici.